# Diplycosia barbigera
Diplycosia barbigera är en ljungväxtart som beskrevs av Herman Otto Sleumer. Diplycosia barbigera ingår i släktet Diplycosia och familjen ljungväxter. Inga underarter finns listade i Catalogue of Life.